# Sunset Village
Sunset Village – jednostka osadnicza w Stanach Zjednoczonych, w stanie Georgia, w hrabstwie Upson.